# بنو شيبة

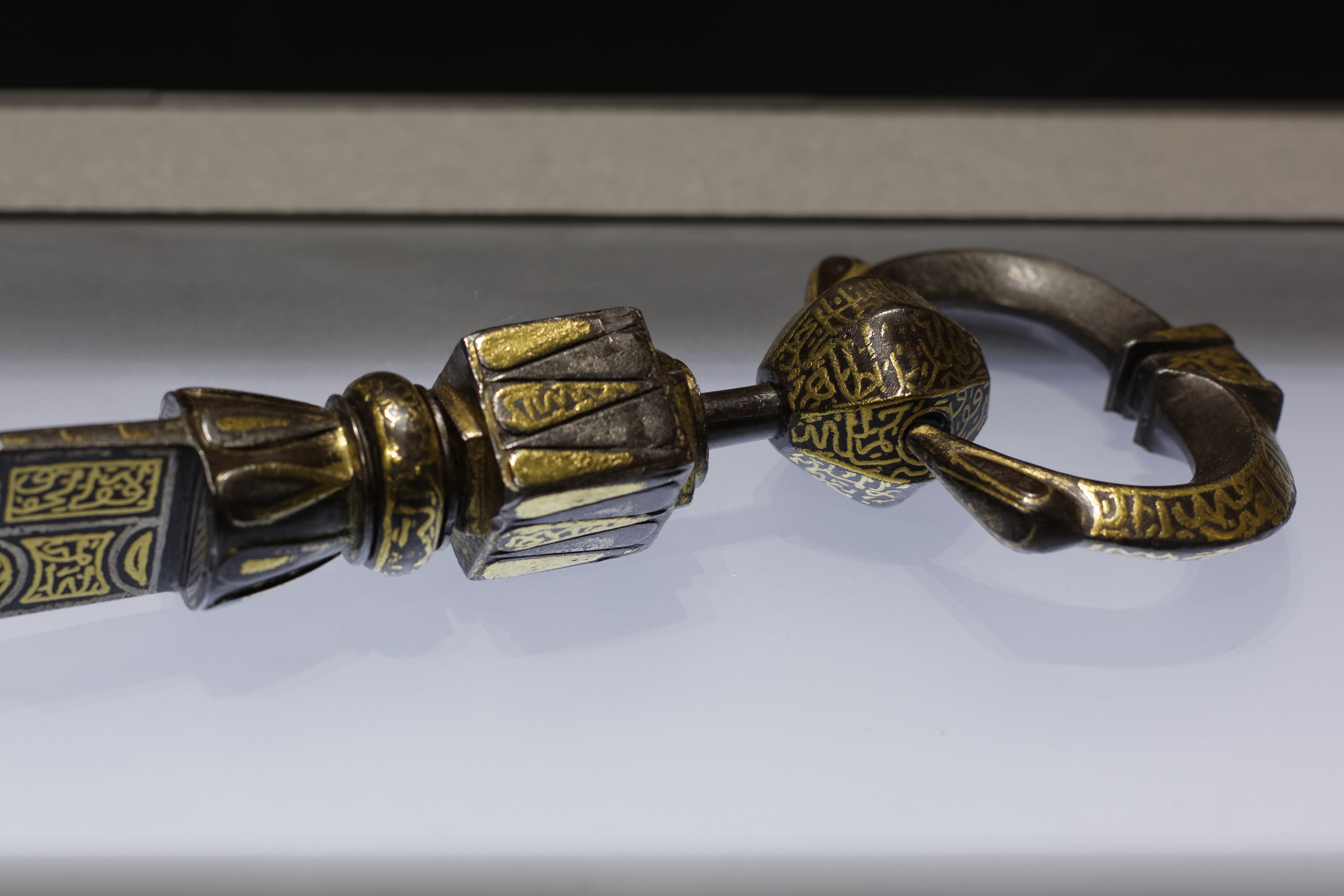
مفتاح الكعبة في عصر الملك برقوق المملوكي

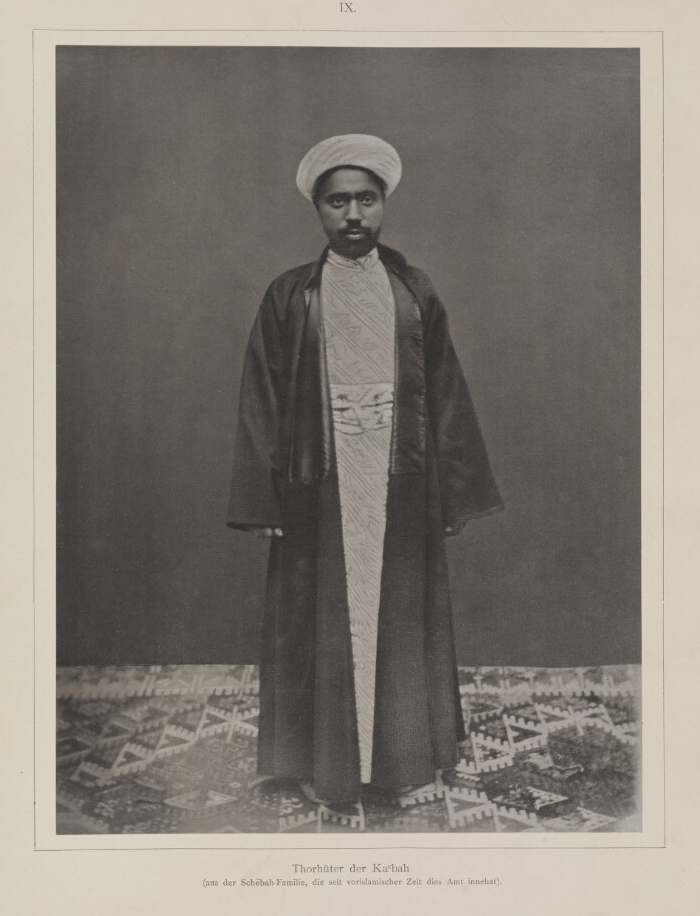
شيخ بني شيبة حوالي عام 1880م حافظ مفتاح الكعبة

بنو شيبة هم فرع من بطن عبد الدار أحد بطون قبيلة قريش وهم أهل السدانة وهي الحجابة ودار الندوة وهم حملة اللواء في الحرب. وهم حفظة مفتاح الكعبة منذ أعطاهم إياه رسول الله وبحسب الحديث الشريف لا يأخذه منهم إلا ظالم.

## نسبهم
هم بنو شيبة بن شيبة بن عثمان الأوقص بن أبي طلحة عبد الله بن عبد العزى بن عثمان بن عبد الدار بن قصي بن كلاب بن مرة بن كعب بن لؤي بن غالب بن فهر بن مالك بن النضر وهو قريش بن كنانة بن خزيمة.
بني شيبة في مكة المكرمة ينقسمون إلى أسرتين:
- أسرة هاشم بن إبراهيم بن حبيب الشيبي (وهم لا يتولون السدانة).[2]
- أسرة السادن محمد بن زين العابدين الشيبي.

ومن أعلام بني شيبة هاشم بن إبراهيم الشيبي من مدينة مكة المكرمة وهو من الفرع الشيبي بتونس ويسكنون الحامة جدهم سيدي نصر بن علي الشيبي وهو من قبيلة الشياب الليبية الأصل ينسبون إلى سالم الشيبي أحد الأولياء المهاجرين من الساقية الحمراء في الصحراء المغربية.